# BC Geographical Names
BC Geographical Names (voorheen BC Geographical Names Information System of BCGNIS) is een webservice en database voor geografische namen voor de Canadese provincie Brits-Columbia, gerund door de Base Mapping and Geomatic Services Branch van het Integrated Land Management Bureau. BCGNIS is de hoofddatabase van plaatsnamen in Brits-Columbia. De database bevat ongeveer 50.000 huidige en voormalige officiële namen en spellingen van plaatsen, bergen, rivieren, meren en andere geografische plaatsen in Brits-Columbia. Ongeveer 50% van de namen bevat korte aantekeningen over de geschiedenis van de geografische namen en hun gebruik in de geschiedenis.